# Crystalic
Crystalic ist eine finnische Death-Metal-Band aus Tampere, die 1998 gegründet wurde, sich 2011 auflöste und seit 2012 wieder aktiv ist.

## Geschichte
Die Band wurde im Jahr 1998 von dem Gitarristen Toni Tieaho gegründet, jedoch pausierte ab Ende 1999 das Projekt nach einem Demo namens Stormwalker aufgrund des fehlenden Interesses von weiteren Musikern. Tieaho trat daraufhin im Jahr 2000 der Band The Prophecy bei, die insgesamt drei Demos mit verschiedenen Musikern aufnahm. Auf dem dritten Demo Mystical bestand die The-Prophecy-Besetzung neben Tieaho aus dem Sänger Jarno „Frank“ Moberg, dem Bassisten Arto Tissari und dem Schlagzeuger Matti Johansson. 2002 setzte Crystalic ihre Aktivität fort und bestand dabei neben Tieaho aus dem Bassisten Tissari, dem Sänger Moberg und den zwei Musikern von der Band Masterstroke namens Niko Rauhala (E-Gitarre) und Janne Juutinen (Schlagzeug). Mit dieser Besetzung wurde das Demo Revitalized aufgenommen und es wurden vereinzelte Konzerte abgehalten. 2003 stieß auch der Schlagzeuger Johansson zur Besetzung. Im Juli 2004 wurde das Demo Redemption aufgenommen. Sowohl Tissari als auch Johansson waren bei Korpiklaani tätig, was dazu führte, dass Ersterer Korpiklaani verließ, um sich Crystalic widmen zu können, und Johansson im Sommer 2005 bei Crystalic ausschied, um bei Korpiklaani spielen zu können. Als neuer Schlagzeuger stieß etwas später Timo Hanhijoki hinzu. Später im selben Jahr wurde Erik Grönroos als zweiter Gitarrist engagiert. Im Dezember 2005 wurde das Demo Carnival of Flesh aufgenommen. Die Gruppe nahm daraufhin ihr Debütalbum auf, wozu sie Lieder aus zwei vorherigen Demos auswählte, aber auch neue Songs verwendete. Das Album erschien Anfang 2007 unter dem Namen Watch Us Deteriorate bei Thundering Records und Manitou Music. Im August verließ Grönroos die Gruppe und wurde daraufhin durch Mikko Mattila ersetzt. Es schlossen sich Auftritte als Vorgruppe für Before the Dawn und Konzerte mit Gloria Morti, Pressure Points und Sightless an. In der Weihnachtszeit des Jahres 2007 wurde außerdem ein Musikvideo zum Song Severe Punishment erstellt. In den nächsten Monaten verließ der Sänger Moberg aus persönlichen Gründen die Gruppe, woraufhin übergangsweise Matti Auerkallio (ex-Farmakon, Soulfallen) seinen Posten einnahm. Es folgten Proben sowie die Planungen zu den Aufnahmen des zweiten Albums, die dann im Dezember 2008 begannen. Während der Aufnahmen stellte sich Auerkallios Gesang jedoch als unpassend heraus, woraufhin die Aufnahmen abgebrochen wurden und die Suche nach einem neuen Sänger begann. Nach längerer Suche wurden mit dem Sänger Lasse Heinonen die Aufnahmen im MSTR-Studio fortgesetzt. Im Oktober 2009 wurde ein erstes Promo-Demo vollendet, womit die Band bei Plattenfirmen vorstellig wurde. Dieses Bemühen um einen Plattenvertrag verlief jedoch nicht erfolgreich, sodass das Album unter dem Namen Persistence als kostenloser Download veröffentlicht wurde. 2011 löste sich Crystalic aufgrund von Besetzungsproblemen auf.
Nachdem Tieaho in anderen Bands aus Tampere gespielt hatte, beschloss er wieder eigenes Material zu schreiben. Mit dem Keyboarder Felipe Muñoz, der zuvor schon mit ihm bei Crystalic aktiv gewesen war, gründete er ein noch namenloses Projekt. Im Laufe des Jahres 2012 wurde die Besetzung durch den Schlagzeuger Janne Noponen, den Sänger Marko Eskola und den ursprünglichen Crystalic-Bassisten Arto Tissari ergänzt. Während sie an neuen Liedern schrieben, wurde die Wiederbelebung von Crystalic beschlossen. Daraufhin wurde im MSTR-Studio im November 2012 ein erstes neues Lied aufgenommen, das als Single unter dem Namen Scion erschien.

## Stil
Frederik von Metal.de schrieb in seiner Rezension zu Watch Us Deteriorate, dass hierauf Melodic Death Metal im skandinavischen Stil mit leichtem US-amerikanischem Einfluss zu hören ist. Die E-Gitarren seien mal fröhlich, mal düster, jedoch immer sehr melodisch. Gelegentlich klinge die Gruppe etwas nach Children of Bodom. Jedoch würden sich viele Songs ähneln und es würden sich viele Ideen wiederholen. Luxi Lahtinen von metal-rules.com gab in seiner Rezension zu Persistence an, dass die Veröffentlichung den letzten drei Tonträgern von Death ähnelt, was vor allem im Klang der E-Gitarre klarwerde.

## Diskografie
- 1998: Stormwalker (Demo, Eigenveröffentlichung)
- 2002: Revitalized (Demo, Eigenveröffentlichung)
- 2004: Redemption (Demo, Eigenveröffentlichung)
- 2005: Carnival of Flesh (Demo, Eigenveröffentlichung)
- 2007: Watch Us Deteriorate (Album, Thundering Records/Manitou Music)
- 2007: Promo 2007 (Demo, Eigenveröffentlichung)
- 2010: Persistence (Album, Eigenveröffentlichung)
- 2013: Scion (Single, Eigenveröffentlichung)
- 2014: Lila Ruined (Single, Eigenveröffentlichung)